# 1981 год в театре
1981 год в театре

## Яркие постановки
- 26 мая - премьера спектакля Геннадия Егорова «Ужасные родители» Ж. Кокто на сцене Ленинградского государственного театра эстрады[1] с артистами Ленинградского академического театра драмы им. Пушкина Е. Акуличевой, Н. Мамаевой[2], В. Паниной, Р. Кульдом, Н. Буровым.

## Персоналии

### Родились
- 5 марта — Серафима Савельевна Низовская[3], российская актриса театра и кино.
- 6 августа — Ирина Анатольевна Рахманова, российская актриса театра и кино.
- 2 сентября — Алексей Александрович Чадов, российский актёр театра и кино.
- 3 сентября — Евгения Владимировна Хиривская, российская актриса театра и кино.
- 6 октября — Сергей Викторович Перегудов, российский актёр театра и кино
- 9 ноября — Иван Сергеевич Стебунов, российский актёр театра и кино.
- 30 ноября — Ольга Юрьевна Красько, российская актриса театра и кино.
- 12 ноября - Евгений Виллиевич Вальц, российский актёр театра и кино.

### Скончались
- 18 февраля — Христо Коджабашев, болгарский артист театра и кино. Народный артист артист Болгарии.
- 3 марта — Олег Даль, советский актёр театра и кино.
- 5 мая — Раззак Хамробоевич Хамраев, актёр театра и кино, народный артист СССР (1969)[4].
- 8 июня — Лидия Васильевна Лопухова, русская балерина начала XX века.
- 8 октября — Александра Панова, советская актриса театра и кино.
- 16 октября — Олег Балакин, советский и российский актёр театра и кино, заслуженный артист РСФСР.
- 15 декабря — Михаил Иванович Жаров, советский актёр театра и кино, народный артист СССР (1949).